# Diomedea sanfordi
Hải âu hoàng gia phương Bắc (danh pháp hai phần: Diomedea sanfordi) là một loài chim biển thuộc họ Hải âu mày đen. Loài này đã được tác ra từ loài Hải âu hoàng gia phương Nam năm 1998, mặc dù không phải tất cả các nhà khoa học đều ủng hộ kết luận đó và một số coi cả hai đều là phân loài của Hải âu hoàng gia. Loài này có chiều dài khoảng 115 cm, cân nặng 6,2-8,2 kg và sải cánh dài 270–305 cm. Thức ăn của loài hải âu này gồm cá, động vật chân đầu, giáp xác, salpidae và xác thối. Mực là một phần quan trọng trong chế độ ăn uống của chúng và có thể chiếm 85% trong số đó.